# Tré Cool

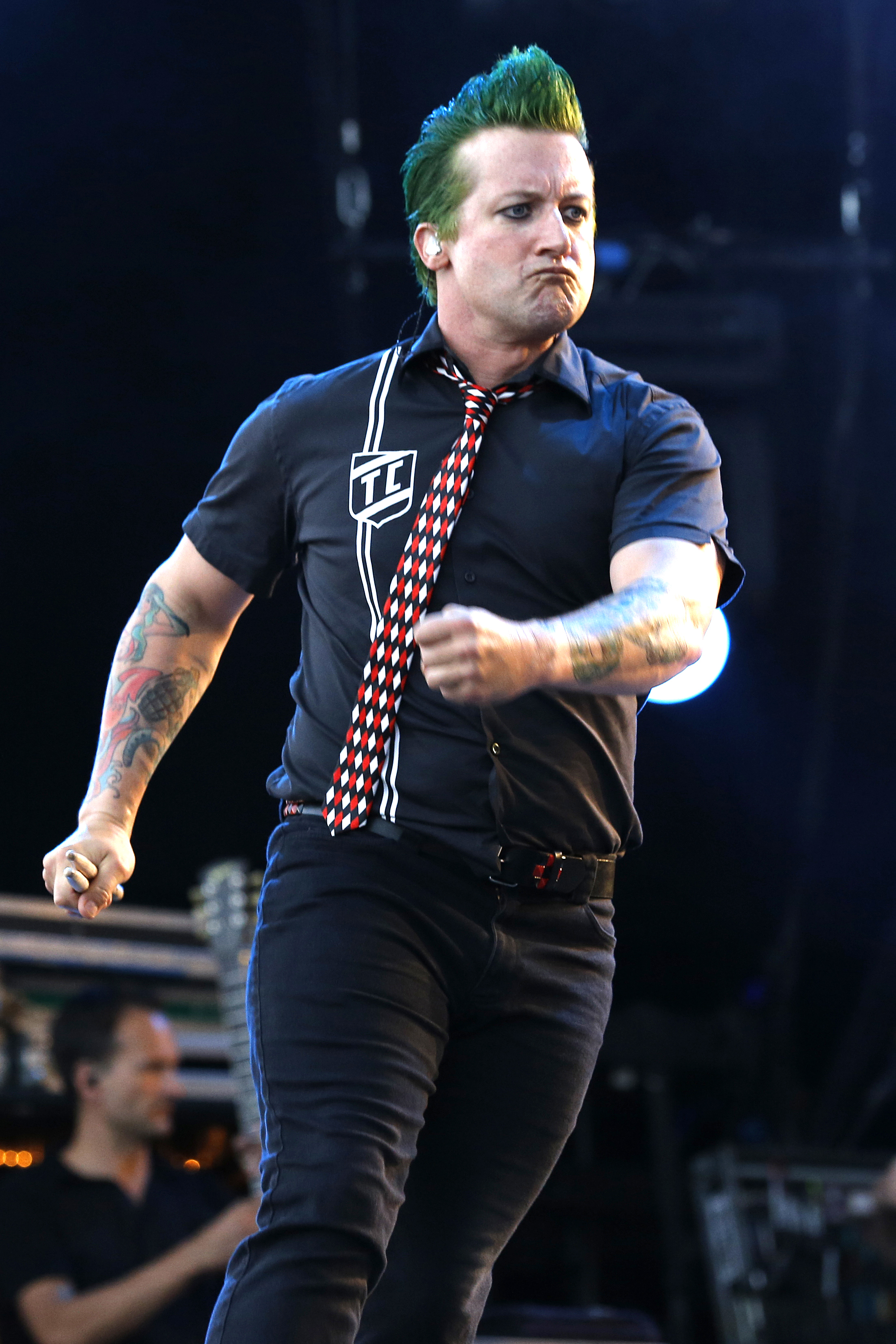
Cool 2013 bei Rock im Park

Tré Cool [tɹeɪ kuːl] (* 9. Dezember 1972 in Frankfurt am Main als Frank Edwin Wright III.) ist ein US-amerikanischer Musiker und als Schlagzeuger der Punk-Band Green Day bekannt geworden, der er seit 1990 angehört.

## Leben
Tré Cool wurde in Frankfurt am Main geboren, wuchs jedoch in den Mendocino Mountains auf. Mit vier Jahren fing er an, Geige zu spielen, und wechselte mit zwölf Jahren zum Schlagzeug. Tré freundete sich mit Larry Livermore, Produzent und Inhaber des Independent-Labels Lookout! Records, sowie Gründer der Gruppe The Lookouts, an. Bald darauf wurde er Schlagzeuger der Lookouts. Livermore war es auch, der ihm seinen Spitznamen Tré Cool (etwa: „sehr cool“ von franz. très = sehr) gab.
Im Club Gilman, im Westen Berkeleys, lernte Tré Billie Joe Armstrong und Mike Dirnt kennen, damals noch mit ihrer Band Sweet Children. Zu diesem Zeitpunkt hatte er zwar durchaus Erfolg mit The Lookouts, doch spielten sie immer weniger Gigs und es war auch keine neue Plattenveröffentlichung geplant. Als 1990 ihr damaliger Schlagzeuger John Kiffmeyer die Sweet Children verließ, die sich mittlerweile in Green Day umbenannt hatten, sprang Tré für ihn ein und blieb bis heute ihr Schlagzeuger.
Neben den Lookouts, Green Day und deren Nebenprojekt Foxboro Hot Tubs spielte Cool noch bei Samiam, sowie in der Band The Network unter dem Pseudonym The Snoo.
Cool hat drei Kinder (* 1995, * 2001, * 2018).

## Schlagzeug und weitere Instrumente
Zum Schlagzeug kam Cool durch eine Wette mit seinem Vater: Dieser versprach seinem Sohn ein Schlagzeug, wenn der es schaffe, sich den Bauch zu reiben, zur selben Zeit auf den Kopf zu klopfen, dabei auf einem Bein zu stehen, das andere Bein kreisen zu lassen und außerdem dabei noch die Pledge of Allegiance aufzusagen. Während der Warning-Tour zündete er nach jedem Konzert als Tribut an sein Vorbild Keith Moon sein Schlagzeug an.
Neben Schlagzeug spielt Tré Cool Geige, Akkordeon und Gitarre.

### Equipment
American Idiot Setup:
Drum Set: Fünfteiliges Ludwig Classic Maple Series Kit in Silver Sparkle Finish
- 22" × 18" Bass Drum
- 14" × 10" Rack Tom
- 16" × 16" Floor Tom
- 18" × 16" Floor Tom
- 14" x 7"  Noble & Cooley Classic SS Series Snare (Tré verwendete zeitweise eine a 14" x 61/2"  Ludwig Black Beauty Snare)

Becken: Zildjian
- 14" K/Z Dyno Beat Hi-hats
- 19" K Dark Thin Crash
- 19" A Medium Thin Crash
- 22" A Ping Ride
- 20" K Crash Ride
- 20" FX Oriental Classic China

21st Century Breakdown Setup
Drum Set: Fünfteiliges Leedy Custom Maple Kit in White Marine Nitron Finish
- 22" x 16" Bass Drum
- 13" x 9" Rack Tom
- 16" × 16" Floor Tom
- 18" × 16" Floor Tom
- 14" x 6 1/2" Leedy Broadway Standard Snare

Becken: Zildjian
- 14" K/Z Dyno Beat Hi-hats
- 19" K Dark Thin Crash
- 19" A Medium Thin Crash
- 22" A Ping Ride
- 20" K Crash Ride
- 20" FX Oriental Classic China.

‘¡Uno!’ ‘¡Dos!’ ‘¡Tré!’ Setup:
Drum Set: Fünfteiliges Gretsch USA Custom Kit Champagne Sparkle Finish
- 22" x 16"  Bass Drum
- 13" x 9" Rack Tom
- 16" × 16" Floor Tom
- 18" × 16" Floor Tom
- 14" x 6 1/2" USA Custom Wood Snare Drum

Becken: Zildjian
- 14" K/Z Dyno Beat Hi-hats
- 19" K Dark Thin Crash
- 19" A Medium Thin Crash
- 22" A Ping Ride
- 20" K Crash Ride
- 19" K Custom Hybrid Trash Smash

### Komposition
Cool komponierte für Green Day einige Stücke, bei denen er auch selbst singt und die meistens von sexuellem Humor geprägt sind: Dominated Love Slave (auf dem Album Kerplunk), All By Myself (Hidden Track auf Dookie), D.U.I. (vorgesehen für die B-Seiten-Compilation Shenanigans, letztlich aber nur online veröffentlicht), Rock'n'Roll Girlfriend (ein Teil des Songs Homecoming), Food around the corner sowie ein Song namens Like a rat does cheese, der jedoch aufgrund seines obszönen Textes bisher auf keinem Album der Band veröffentlicht wurde.

## Trivia
- 1998, während der Verleihung der MTV Video Music Awards, versuchte Tré auf die Kugel vor den Universal Studios in Orlando, Florida zu klettern.[6]
- Bevor er mit Green Day erfolgreich wurde, besuchte er eine Clown-Schule.[7]